# Fjerritslev Avis
Fjerritslev Avis var en dansk avis, der blev udgivet i Fjerritslev fra 1899 til 1999.
Avisens indhold var overvejende lokalt. Holdningsmæssigt sympatiserede avisen med partiet Venstre. Avisen blev opkøbt af Aalborg Stiftstidende i 1999, hvor den blev en del af Nordjyske Stiftstidende

## Ekstern henvisning
- Digitaliserede udgaver af Fjerritslev Avis i Mediestream
- Læs om Fjerritslev Avis i opslagsværket "De Danske Aviser"